# ایرما هلین
ایرما هلین (انگلیسی: Irma Helin؛ زادهٔ ۱۸ ژوئن ۱۹۹۴) بازیکن فوتبال اهل سوئد است.
از باشگاه‌هایی که در آن بازی کرده‌است می‌توان به دیوری گردن اشاره کرد.
وی همچنین در تیم ملی فوتبال زنان سوئد بازی کرده‌است.